# Get Away (OWVの曲)
「Get Away」（ゲットアウェイ）は、OWVの4thシングル。2021年7月28日にユニバーサルシグマから発売された。

## 解説
前作「Roar」から約4ヶ月ぶりのリリース。2021年4月11日に開催された「OWV 1st Anniversary Talk &Live“AWAKE“」にて発売が発表された。

シングルクリエイティブコンセプトは“夏の一日”で、シングルを通して夏の１日を楽しんで過ごしてもらいたいという気持ちの込められたものになっている。表題曲はリラックスムードの漂う曲調でOWVの夏が表現され、
MVでは思うように外出できない現状を踏まえ屋内を舞台にポップでカラフルな夏の世界観が展開する。

振り付けはダンサーのReiNaが担当した。

## 収録曲
全形態共通
1. Get Away(3:07)
作詞：Lauren Kaori/ 作曲：Andy Love,David Amber/ 編曲：David Amber
2. twilight (3:19)
作詞：Sara Sakurai/ 作曲：her0ism,HIKARI,Shane Facchinello/ 編曲：her0ism,HIKARI
3. Bling Bling(3:14)
作詞：HIROMI/ 作曲：Chris Meyer,Storythella,Gabriel Brandes/ 編曲：Storythella

### 形態
- 通常盤-CDのみ[7]
- 初回盤-CD+DVD(MV、メイキングビデオ)[8]
- FC限定盤-CD+Blu-ray(OWV OFFICIAL FANMEETING ～ROUTE I～ SPECIAL EDITION)[4]